# Paterno di Vannes
Paterno, o Paderno, detto anche Paterno il Vecchio (Galles, ... – tra il 490 e il 511), è stato un vescovo francese.

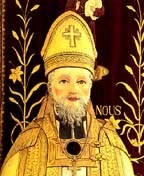
Busto di san Paterno di Vannes nella Cattedrale di Vannes.

Fu il primo vescovo di Vannes, nel V secolo. Deceduto tra il 490 e il 511, è considerato uno dei sette santi fondatori della Bretagna. Dal medioevo è venerato nella città di Vannes, tappa del pellegrinaggio medievale dei sette santi fondatori, chiamato Tro Breizh (Giro della  Bretagna). Secondo il calendario dei santi bretoni è festeggiato il 15 aprile o il 21 maggio, giorno della traslazione delle sue reliquie. Egli è anche detto Paterno il Vecchio, per distinguerlo da san Paterno di Avranches, vescovo di Avranches. È invocato nei casi di siccità.

## Biografia
La lista episcopale della diocesi di Vannes lo menziona come primo vescovo della città. Verso il 465, durante il concilio di Vannes, composto dai sei vescovi della provincia ecclesiastica di Tours e presieduto dal metropolita di Tours, Perpetuo, Paterno fu consacrato vescovo della città. La presenza di un concilio in questa città presuppone l'esistenza di una comunità cristiana organizzata da tempo.
La storia di questo santo fondatore della Bretagna è poco nota. È grazie all'autore della Vita Paterni, che numerosi punti in ombra si chiariscono. Paterno (o Paderno), figlio di Petran e Guean, è un gallo-romano che sarebbe immigrato dal Galles nel corso della seconda ondata dell'emigrazione bretone in Armorica. Prima di allora egli aveva fondato numerosi monasteri nel Galles, fra i quali quello di Llanbadarn Fawr, nell'attuale contea di Ceredigion (Llan-Padern-Vaur, « Grande chiesa di Paterno»). Un'altra leggenda vuole che certi re d'Irlanda siano stati convertiti da Paterno. Fu a Gerusalemme che egli avrebbe ricevuto, durante un pellegrinaggio, la nomina episcopale. Il suo arrivo alla sede della diocesi di Vannes sarebbe dovuta al cavaliere della Tavola Rotonda e primo sovrano del Broërec, Caradoc. Fu nel concilio di Vannes, tenutosi verso il 465, che la sua consacrazione a vescovo è storicamente attestata.

## Fonti
- (FR)  Dictionnaire hagiographique de Dom Baudot (1925)
- (FR)  Grand Larousse encyclopédique
- (FR)  Dix mille saints (dictionnaire d'hagiographie des Bénédictins de Ramsgate)